# Бургимахи
Бургимахи (дарг. БурхIимахьи) — село в Акушинском районе Дагестана. Входит в состав сельского поселения «Сельсовет Дубримахинский».

## Географическое положение
Расположено в 4 км к востоку от районного центра села Акуша, на р. Инки (бассейн р. Акуша).

## Население
| 1926 | 1939 | 1970 | 1989 | 2002 | 2010 | 2021 |
| ---- | ---- | ---- | ---- | ---- | ---- | ---- |
| 50   | ↗53  | ↗121 | ↘40  | ↗97  | ↗137 | ↗224 |